# Brachytarsophrys qiannanensis
Brachytarsophrys qiannanensis — вид жаб родини азійських часничниць (Megophryidae). Описаний у 2022 році.

## Назва
Вид названо на честь Цяньнань-Буї-Мяоської автономної префектури, де знаходиться типове місцезнаходження виду.

## Поширення
Ендемік Китаю. Відомий лише у типовому місцезнаходженні — повіт Лібо в провінції Гуйчжоу на півдні країни. Виявлений у гірському потічку серед вічнозеленого широколистяного лісу на висоті близько 1200 м над рівнем моря.

## Опис
Brachytarsophrys qiannanensis відрізняється від споріднених видів за поєднанням таких морфологічних ознак: невеликий розмір тіла (SVL 70,1 мм у самців і 80,1 — 84,9 мм у самиць); язик грушоподібний, слабовиїмчастий ззаду; великогомілково-тарзальний суглоб досягає спайки щелепи, коли нога витягується вперед; пальці ніг приблизно на одну третину до двох третин перетинчасті у самців; самець з єдиним підколюстним голосовим мішком і коричневою шлюбною подушечкою на тильній поверхні першого пальця.